# Günther Herbert Tontsch
Günther Herbert Tontsch (* 2. August 1943 in  Kronstadt, Rumänien; † 21. November 2007 in Hamburg) war ein deutscher Rechtswissenschaftler sowie Mitgründer der Stiftung Siebenbürgische Bibliothek.

## Leben

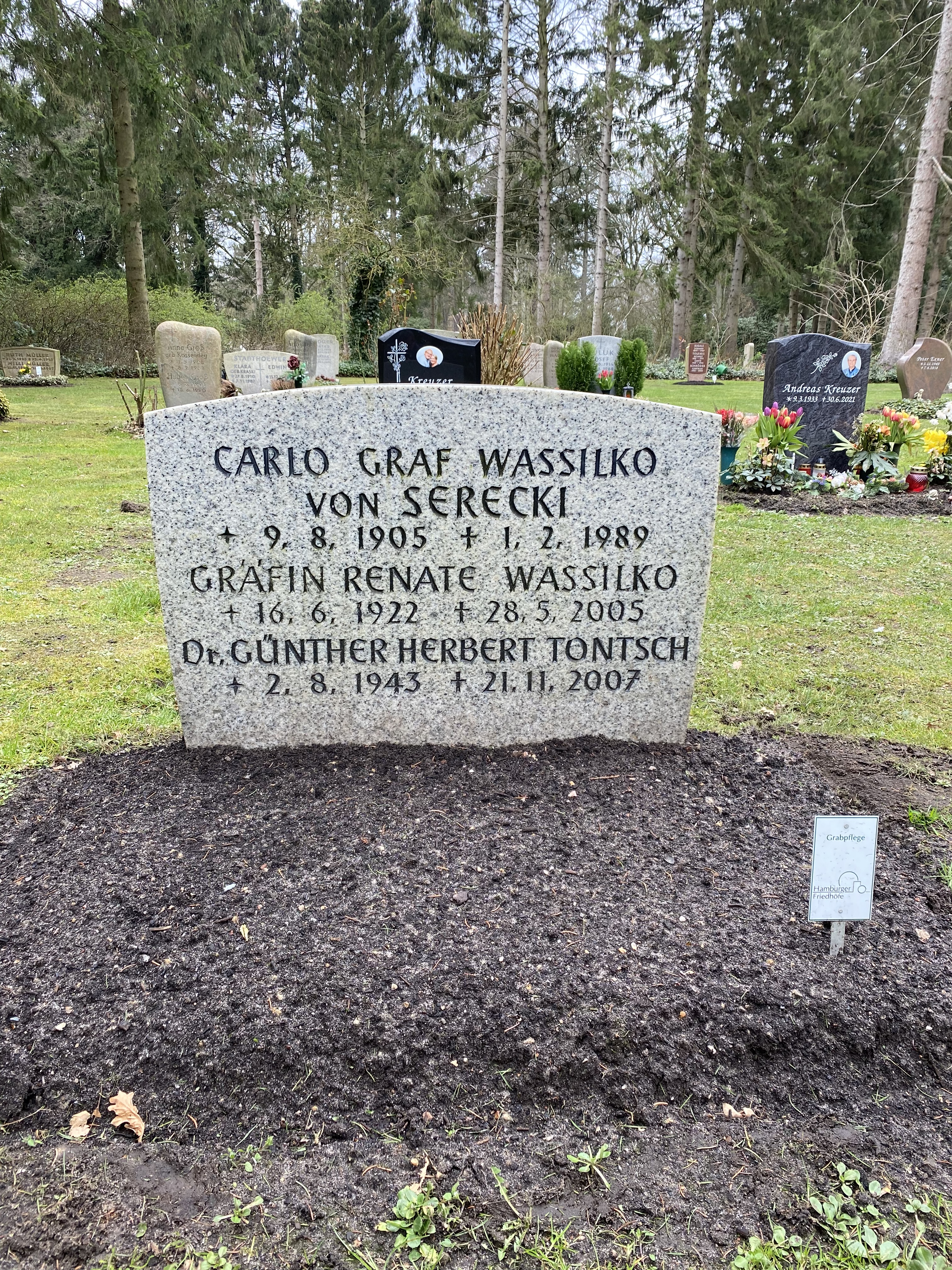
Grabstätte auf dem Friedhof Öjendorf

Tontsch wurde als Mitglied der deutschsprachigen Minderheit der Siebenbürger Sachsen in Kronstadt (Rumänien) geboren. Die Kindheit und Jugendzeit wurden durch die zahlreichen Repressalien sowie die Versorgungsengpässe jener Zeit geprägt. Er wuchs nach der Trennung seiner Eltern bei seiner Mutter Renate auf. Nach dem höheren Schulabschluss wechselte er 1962 auf die Universität Klausenburg und studierte dort bis 1967 Rechtswissenschaften. 1967 wurde er zunächst wissenschaftlicher Assistent und stieg bis zu seiner Ausreise 1978 zum Oberassistenten auf. In Deutschland wurde seine akademische Ausbildung nur teilweise anerkannt, so dass er an der Universität zu Köln zunächst 1982 sein zweites Staatsexamen erfolgreich absolvierte, bevor er 1985 in Hamburg summa cum laude promoviert wurde. Er arbeitete von 1984 bis 2007 in der Abteilung für Ostrechtsforschung der Universität Hamburg und leitete diese von 1985 bis 1991. Verheiratet war er seit 1965 mit Brigitte Killyen. Der Ehe entstammen zwei Söhne. Nach der Scheidung 1994 heiratete er Jutta Hauser 2001. Nach kurzer, schwerer Krankheit starb er mit 64 Jahren. Seine letzte Ruhestätte erhielt er auf dem Friedhof Öjendorf.

## Publikationen
- Die Rechtsstellung des Ausländers in Rumänien (1975)
- Schriften zur Landeskunde Siebenbürgens. Ergänzungsreihe zum Siebenbürgischen Archiv herausgegeben von Harald Roth, Günther H. Tontsch und Ulrich A. Wien (1976)
- Hochschulen und Wissenschaft im Rumänien-Band des von Klaus-Detlev Grothusen herausgegebenen „Südosteuropa-Handbuches“ (1977)
- Das Verhältnis von Partei und Staat in Rumänien: Kontinuität und Wandel – Günther H. Tontsch 1985
- WGO Monatshefte für Osteuropäisches Recht – Günther H. Tontsch 1985–2007 (Hrsg.)
- Der Minderheitenschutz in Ungarn und in Rumänien – Georg Brunner und Günther H. Tontsch 1995

## Ehrenamtliche Tätigkeiten
Im Rahmen seines Engagements für die Bewahrung der siebenbürgisch sächsischen Kultur wirkte er jahrelang im Arbeitskreis für Siebenbürgische Landeskunde mit – von 1986–2001 im Vorstand. In diesem Zusammenhang war er einer der Initiatoren und Gründer der Stiftung Siebenbürgische Bibliothek, die sich in Gundelsheim befindet. Daneben engagierte er sich im Rahmen der Südosteuropa-Gesellschaft (München) als Vizepräsident und in der Deutsch-Rumänischen Gesellschaft auch um den Ausgleich und die Verständigung aller Völker Rumäniens und blieb bis zu seinem Tod in engem Kontakt mit der Babeș-Bolyai-Universität Cluj – u. a. im Rahmen von Austauschprogrammen. Die Universität Klausenburg hisste anlässlich seines Todes ihm zu Ehren halbmast.